# La Traversée de Paris
Ne doit pas être confondu avec Traversée de Paris (nouvelle).
Pour plus de détails, voir Fiche technique et Distribution.

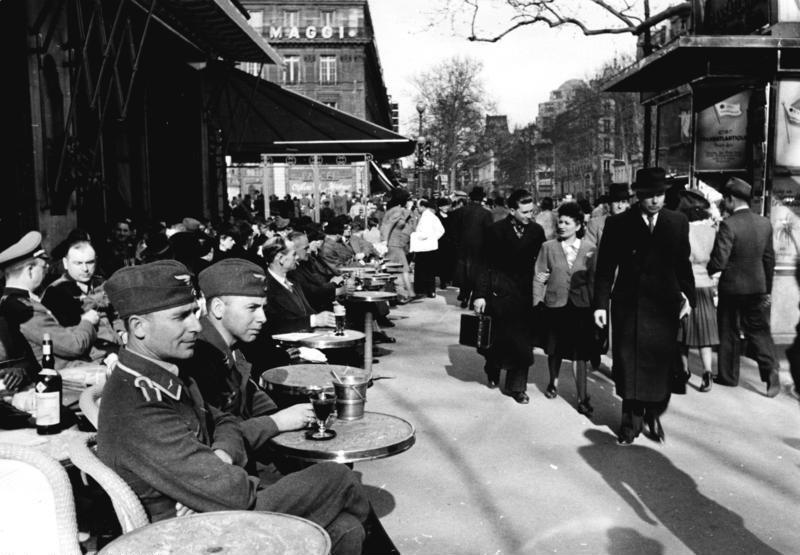
Une terrasse de café à Paris, durant l'occupation allemande.

La Traversée de Paris est un film franco-italien de Claude Autant-Lara, sorti en 1956.
Inspiré de la nouvelle de Marcel Aymé intitulée Traversée de Paris, parue initialement en juillet 1946, le film repose sur le thème du marché noir en France pendant la Seconde Guerre mondiale qui s'organise durant l'occupation de la France par l'armée allemande entre 1940 et 1944.
L'action du film se déroule à Paris en 1942, alors occupé par les Allemands et narre les aventures de deux hommes, Martin joué par Bourvil et Grandgil incarné par Jean Gabin, lesquels défient le couvre-feu pour livrer du cochon de contrebande au marché noir.
Le film est présenté à la Mostra de Venise 1956, où Bourvil remporte la Coupe Volpi du meilleur acteur. Cependant, le cynisme de l'ère de l'Occupation représenté dans ce film n'est pas considéré comme conventionnel à l'époque de sa sortie, ce qui provoque quelques controverses.

## Synopsis
Paris en 1942, lors de l'Occupation pendant la Seconde Guerre mondiale. L'armée allemande réquisitionne les immeubles, véhicules, biens et même les vivres. La vie quotidienne des Français est donc difficile, car ceux-ci doivent non seulement subir les conséquences de la défaite mais aussi la présence de l'armée d'occupation.
Marcel Martin, un chauffeur de taxi au chômage, gagne sa vie en livrant clandestinement des colis de nourriture de contrebande au marché noir. Un soir, il est engagé pour transporter à pied et à l'autre bout de la ville (plus précisément, de la rue Poliveau à la rue Lepic) quatre valises contenant les morceaux d'un cochon. Se rendant dans la cave de son commanditaire, l'épicier Jambier, Martin y joue de l’accordéon pendant que l’on débite l’animal.
Martin se rend ensuite avec sa compagne Mariette dans le café-restaurant où il doit retrouver son partenaire habituel de ces transports clandestins. Mais Martin y apprend que son complice vient d'être arrêté par la police, après que celui-ci a brandi une valise contenant du savon de contrebande. Au même moment, un inconnu entre dans le café et demande du savon pour se laver les mains, en présence de deux agents de police qui recherchent un voleur de charbon. L'inconnu revient des toilettes et, sur un malentendu (concernant la fidélité de Mariette), Martin lui propose une « affaire » et l'invite à partager son dîner. Martin cherche en fait à le retenir, craignant que l'homme n'ait donné un rendez-vous à sa femme. Il lui propose donc de faire le transport du cochon avec lui.
Ce choix se révèle vite calamiteux car ce personnage, un certain Grandgil, est loin d'être docile. Accompagnant Martin chez l'épicier Jambier pour récupérer la viande à transporter, Grandgil en profite pour extorquer une forte somme d’argent à Jambier en le terrorisant, l'épicier craignant que celui-ci ne soit en réalité un policier en civil. Après des vociférations, Jambier, exténué, accepte de payer le prix exorbitant demandé par Grandgil pour le transport ; il met ensuite à la porte les deux porteurs de valise, content de les voir enfin déguerpir et sans avoir payé Martin.
L'expédition nocturne des deux hommes, en plein couvre-feu, est émaillée d'incidents. Ainsi, dans un café où Grandgil et Martin se sont réfugiés pour éviter une patrouille de police, Grandgil prend à partie le patron et la patronne de l'établissement (car ceux-ci exploitent une employée juive et ne se cachent pas de vouloir les dénoncer à la police étant donné leur douteux chargement), puis il s'en prend aux clients qu'il traite de « salauds de pauvres ! », commençant à s'énerver quand ceux-ci font mine de lui dérober une valise. Par la suite, alors que les deux hommes sont suivis par deux agents de police qui font mine de les contrôler, Grandgil se met à réciter un poème en allemand à Martin, ce qui amène les deux policiers à prudemment passer leur chemin. Peu après, s'étant arrêtés à l'hôtel où loge Martin, Grandgil téléphone à un ami (car il ne se souvient plus de l'auteur du poème allemand) ; Mariette l'entend parler en allemand et, anxieusement, le rapporte à Martin. Mariette, sur le point de quitter son homme (à la suite d'une gifle qu'il lui a donné au café) se ravise, sentant Martin en danger.
Reprenant leur chemin, les deux hommes sont peu après abordés par un policier qui leur ordonne de se rendre au poste de Police pour un contrôle d'identité ; Grandgil s'en débarrasse en l'assommant, les deux compères en profitant pour s'échapper. Plus tard, fuyant une patrouille allemande qui arrive vers eux, les deux hommes finissent par se réfugier dans l'appartement de Grandgil. Martin découvre avec stupéfaction que son acolyte est en réalité un artiste-peintre, bénéficiant d’une certaine renommée. Le quiproquo est entretenu par Grandgil, lequel s'est présenté à Martin en tant que « peintre ». Grandgil choisit de suivre Martin dans son aventure nocturne, uniquement par curiosité, pour expérimenter ce qu'il est possible de faire en temps d'Occupation.
Poursuivant leur parcours, les deux compères arrivent finalement devant la boucherie de la rue Lepic, là où ils doivent livrer leurs colis, mais trouvent porte close. Leur retard et la lâcheté ambiante de cette période entraînent l'épuisement nerveux de Martin. Les deux font alors un tel tintamarre pour qu'on leur ouvre la porte, qu'une patrouille allemande intervient et les arrête. Arrivés à la Kommandantur, un officier allemand reconnaît le peintre Grandgil. Il s’apprête à faire relâcher les deux hommes lorsqu’on annonce l’assassinat d’un colonel ; les Allemands prennent des otages. L’officier allemand parvient cependant à sauver Grandgil tandis que Martin, lui, est embarqué avec les autres otages dans un camion, celui-ci partant vers une destination inconnue et une conclusion qui semble sinistre.
Les années passent. Paris est finalement libéré et on retrouve Grandgil sur un quai de la gare de Lyon, suivi par un porteur de valises. Quand il arrive à son compartiment de train, Grandgil reconnaît soudainement par la fenêtre son porteur, qui n'est autre que Martin, vieilli et un peu désolant, celui-ci convoyant, comme toujours, les valises des autres.

## Fiche technique
Sauf indication contraire, les informations mentionnées dans cette section peuvent être confirmées par les bases de données cinématographiques IMDb et Allociné,  présentes dans la section « Liens externes ».
- Titre original : La Traversée de Paris
- Titre international : The Crossing of Paris ou The Trip Across Paris
- Réalisation : Claude Autant-Lara
  - Assistante réalisateur : Ghislaine Autant-Lara
- Scénario et dialogue : Jean Aurenche et Pierre Bost, d'après la nouvelle éponyme de Marcel Aymé parue dans Le Vin de Paris
- Musique : René Cloërec
- Décors : Max Douy
- Costumes : André Brun (fourrures)[2]
- Maquillage : Yvonne Fortuna[3]
- Photographie : Jacques Natteau
- Son : René-Christian Forget
- Montage : Madeleine Gug
- Cadreur : Gilbert Chain
- Production : Henry Deutschmeister
  - Direction de production : Yves Laplanche
- Sociétés de production : Franco London Films (France) ; Continentale Produzione (Italie)
- Société de distribution : Gaumont Distribution (France)
- Budget : n/a
- Pays de production :  France,  Italie
- Langues originales : français, allemand
- Budget : 80 millions de francs (environ 11 millions d’ €)[4]
- Format : noir et blanc (colorisé en 1994)[réf. souhaitée] - 35 mm - 1,37:1 - son Mono (Western Electric Sound System)
- Genre : comédie dramatique, historique
- Durée : 80 minutes
- Dates de sortie[5] :
  - Italie : 9 septembre 1956 (Festival international du film de Venise)
  - France : 26 octobre 1956 (sortie nationale)[6] ; 8 janvier 2009 (réédition - version restaurée) ; 1er septembre 2021 (ressortie)
- Classification :
  - France : tous publics[7]
- Affiche : Clément Hurel (France)

## Distribution

Principaux acteurs du film
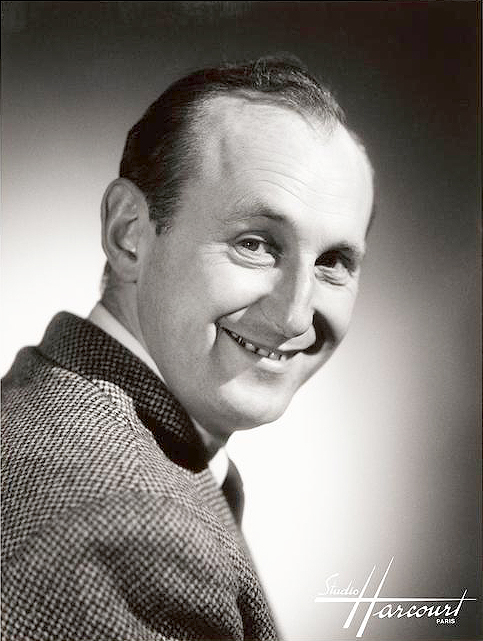
Bourvil (Marcel Martin)
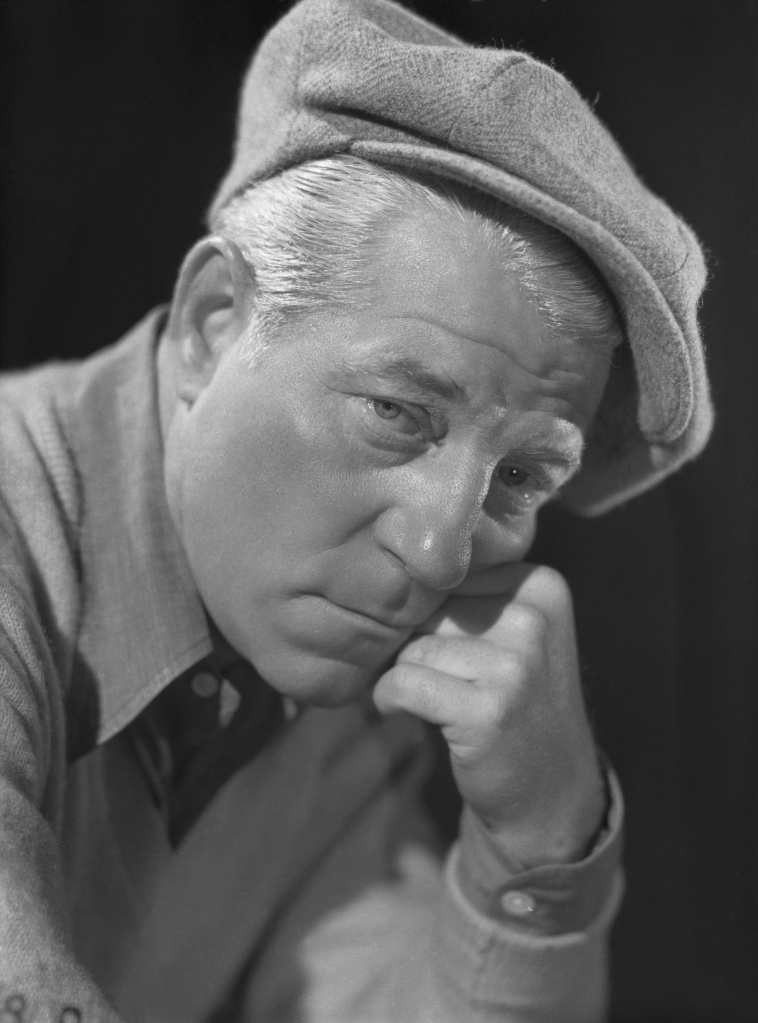
Jean Gabin (Grandgil)
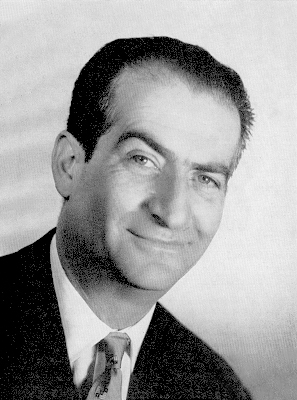
Louis de Funès (Jambier)
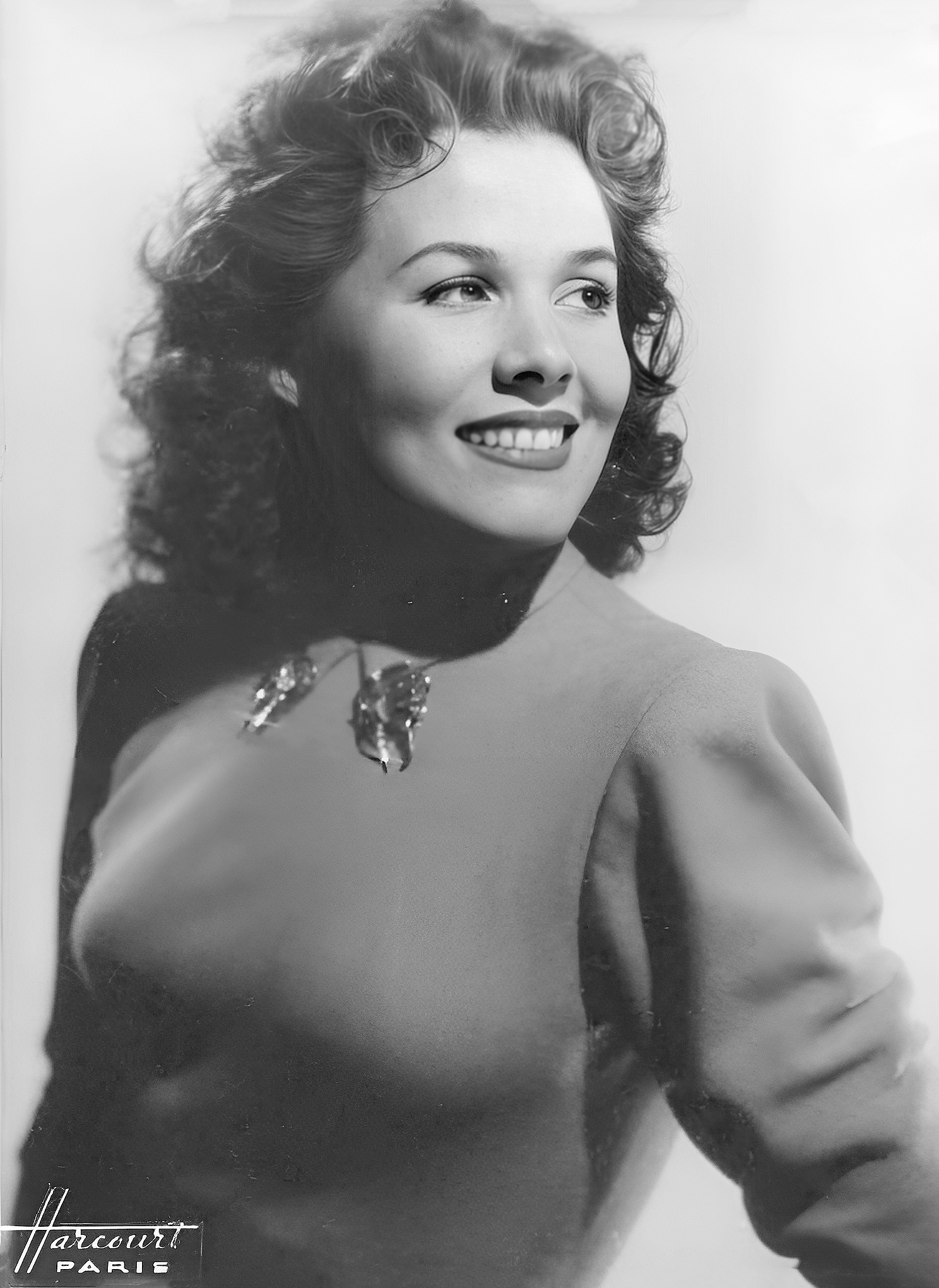
Jeannette Batti (Mariette)
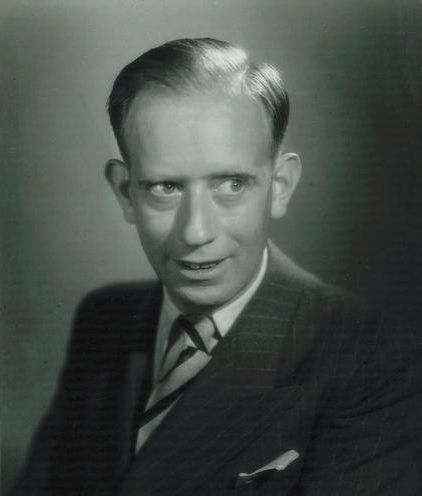
Jean Dunot (le cafetier)
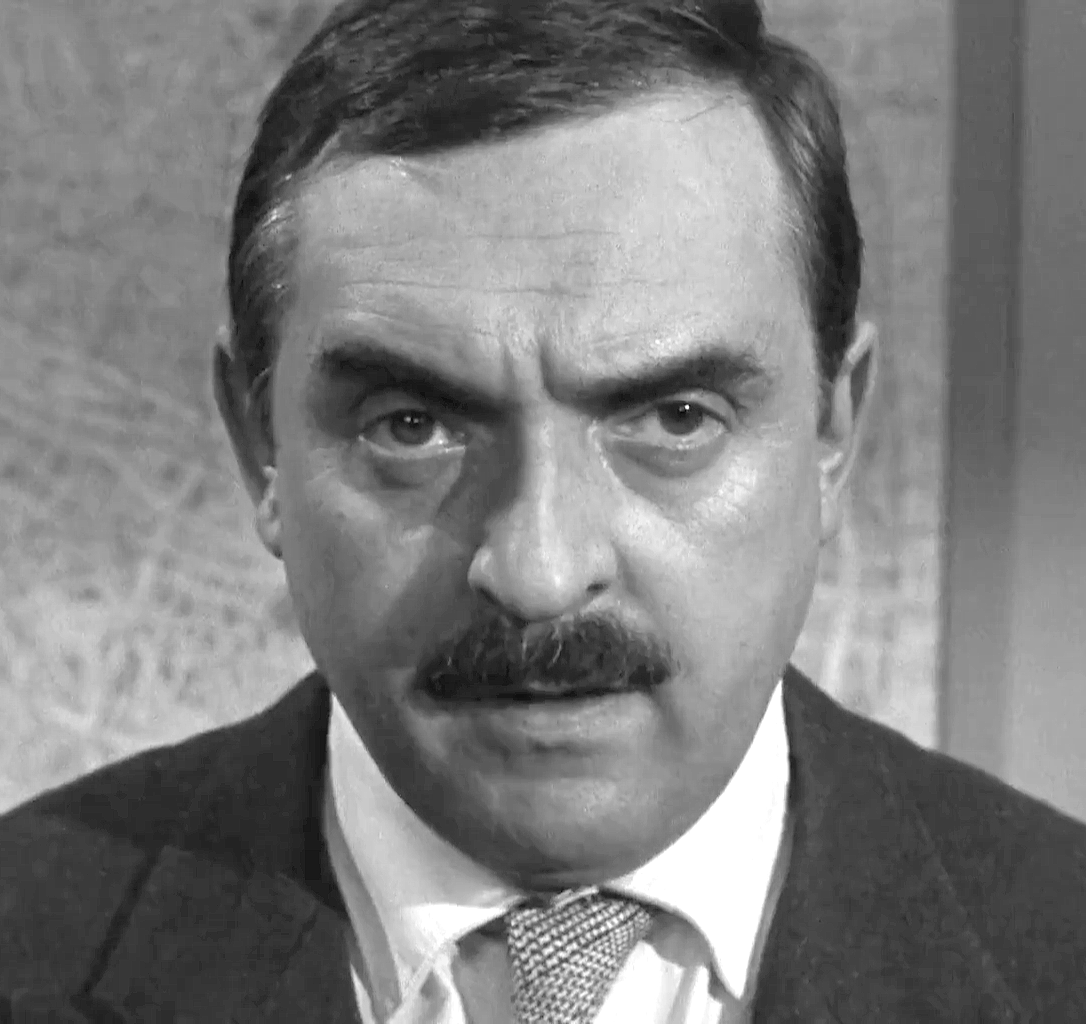
Jacques Marin (le restaurateur)
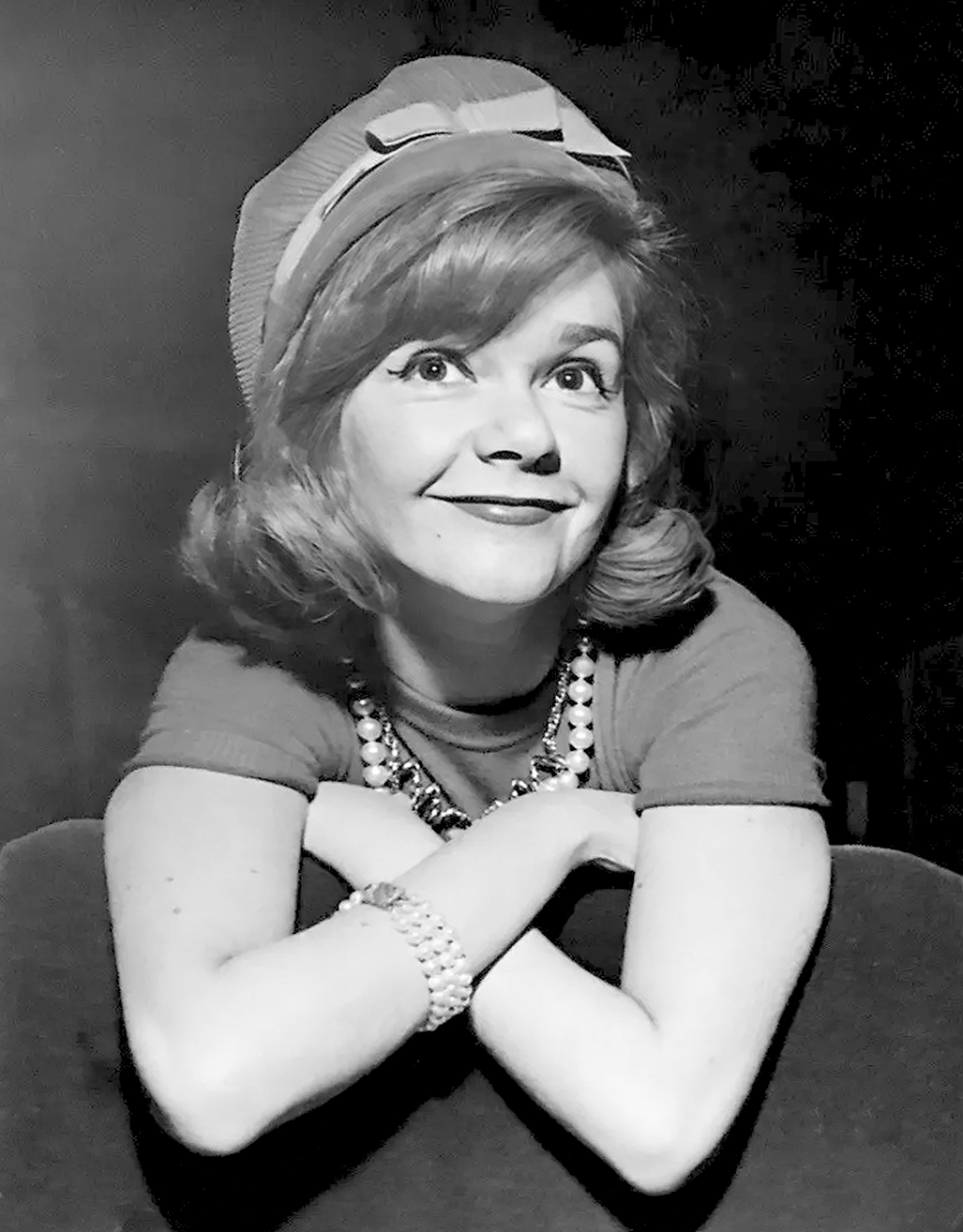
Laurence Badie (la serveuse)

- Jean Gabin : Grandgil, l'artiste peintre
- Bourvil : Marcel Martin, chauffeur de taxi au chômage
- Louis de Funès : Jambier, l'épicier
- Georgette Anys : Lucienne Couronne, la cafetière
- Robert Arnoux : Marchandot, le boucher charcutier
- Laurence Badie : la serveuse du restaurant
- Jeannette Batti : Mariette Martin, la femme de Marcel
- Myno Burney : Angèle Marchandot, la bouchère charcutière
- Germaine Delbat : une femme au restaurant
- Monette Dinay : Mme Jambier, l'épicière
- Jean Dunot : Alfred Couronne, le cafetier
- Bernard Lajarrige : un agent de police
- Jacques Morin : le patron du restaurant
- Hubert de Lapparent : l'otage nerveux
- Jean Verner : le motard allemand
- Huges Wanner : le père de Dédé

Acteurs non crédités :
- Martine Alexis : la standardiste allemande
- Béatrice Arnac : la prostituée
- Paul Barge : le paysan avec sa vache
- Claude Bertrand : le policier moustachu
- Marcel Bernier : le militaire sur le quai de la gare
- Georges Bever : un consommateur
- René Brun : un officier de police
- Anne Carrère : la femme du monde
- Yvonne Claudie : la vieille prostituée (VF : Lita Recio)
- Yvette Cuvelier : la servante juive chez les Couronne
- Anouk Ferjac : la jeune fille lors de l'alerte
- Émile Genevois
- Clément Harari : l'otage aux lunettes
- René Hell : le père Jambier
- Jean Imbert : l'homme à la sortie du métro
- Henri Lambert
- Jean Le Lamer : Dédé
- Franck Maurice : le vendeur de journaux, à l'entrée du métro
- Albert Michel : le concierge de la rue de Turenne
- Michelle Nadal : la jeune fille à la sortie du métro
- Hubert Noël : le gigolo arrêté
- Maryse Paillet : une femme au restaurant
- Louisette Rousseau : la cuisinière du restaurant St-Martin
- Claude Vernier : le secrétaire allemand de la Kommandantur
- Jean Vinci : le client mécontent au restaurant
- Louis Viret : le cycliste
- Harald Wolff : le commandant allemand

## Production

### Un projet plusieurs fois en échec

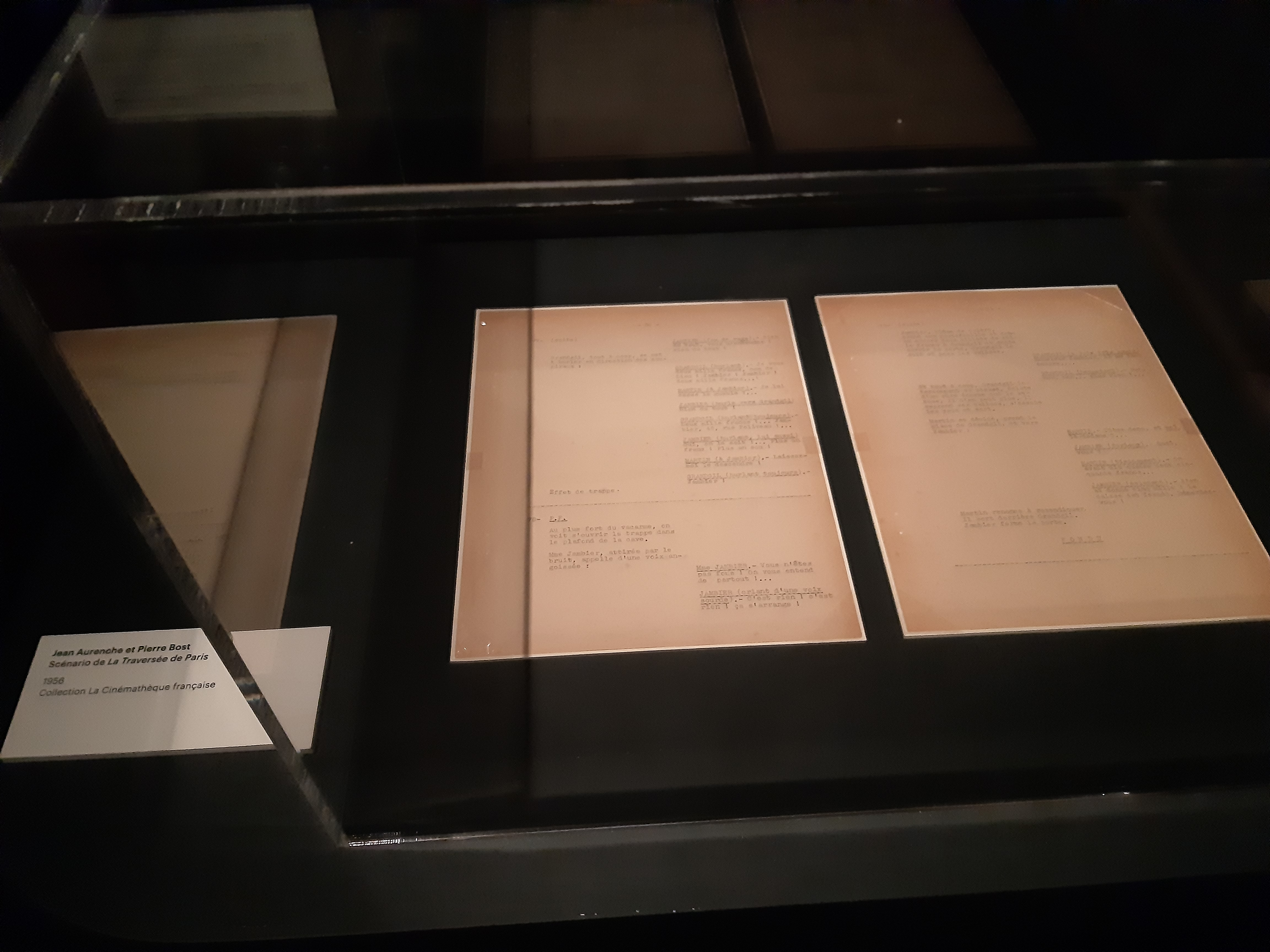
Pages du scénario dans une exposition de la Cinémathèque française consacrée à Louis de Funès.

Claude Autant-Lara a commencé à travailler dès 1949 sur l'adaptation de la nouvelle de Marcel Aymé, avec ses collaborateurs attitrés Jean Aurenche et Pierre Bost, dans une auberge de Montreuil. Plusieurs projets d'adaptation cinématographique de la nouvelle de Marcel Aymé publiée en 1947 ont déjà échoué et Autant-Lara se précipite pour en acheter les droits, prévoyant commencer le tournage avec Jean Gabin dès février 1949, mais divers problèmes d'écriture, notamment dûs à Pierre Bost et Jean Aurenche, anéantissent la production. Ne parvenant pas à trouver une fin satisfaisante, il décide de reporter le tournage du film.
À bout de forces, Autant-Lara renvend les droits d'adaptation et entamme la réalisation de son Occupe-toi d'Amélie sorti en 1949. Après le fiasco commercial de son dernier long-métrage avant-gardiste poétique intitulé Marguerite de la nuit sorti en 1955 avec Michèle Morgan et Yves Montand que notamment le jeune critique François Truffaut descend en flammes, Claude Autant-Lara alors au sommet de sa gloire, se doit de réaliser un film bien plus populaire et réaliste. Après avoir évalué une adaptation de La Fortune des Rougon-Macquart nécessitant de trop coûteux moyens de production, le réalisateur s'intéresse à nouveau à la période de l'Occupation déjà traitée dans son film Le Bon Dieu sans confession avec Danielle Darrieux sorti deux ans plus tôt, en 1953.

### Attribution des rôles
En parallèle, d'autres projets d'adaptation de La Traversée sont étudiés, parmi lesquels on note une version avec Bernard Blier et François Périer, une autre avec Yves Montand et Jean Richard ainsi qu'un autre scénario élaboré par Henri Verneuil. Alors qu'il n'a encore rien tourné, Gabin touche cependant son avance d'un demi million de francs, ce qui engendre un petit scandale dans le milieu du cinéma. La même année, alors qu'il travaille à l'adaptation de la nouvelle de Marcel Aymé, Autant-Lara choisit Bernard Blier pour le rôle de Martin mais celui-ci a pris du poids et il ressemble désormais trop à un « bourgeois cossu », ce qui n'est pas conforme au personnage,. Sa nouvelle production Régina Film veut lui imposer les vedettes de l'époque Pierre Fresnay, François Périer ou Gérard Philipe, une distribution d'autant plus coûteuse que ses deux scénaristes Bost et Aurenche exigent dès lors, une forte rémunération. De même, Yves Montand aurait dû interpréter le rôle de Grandgil mais Aurenche et le producteur s'y opposent farouchement.
Le réalisateur préfère Bourvil aux propositions des producteurs; toutefois, ce choix fait l'objet d’une opposition violente de la part de Marcel Aymé, ce qui inquiète la production. Avant ce film, Bourvil n'a jamais travaillé avec Jean Gabin. Lors du tournage, leur première scène est chronologiquement celle de la première rencontre entre Martin et Grandgil. Lorsque le personnage incarné par Gabin entre (de dos) dans le bistrot et lance un « Bonsoir » inquiétant, l’acteur Bourvil est terrifié. Déçu par la prestation scénique de Montand dans son précédent film, Autant-Lara parvient à convaincre le nouveau producteur Henri Deutschmeister en septembre 1955 mais la distribution n'est pas arrêtée et le scénario définitif n'est achevé qu'en janvier 1956. Il refuse formellement la vedette Eddie Constantine  et écrit à Aurenche : "Reste donc le vieux Gabin qui demande 25 millions ! Pour le rôle de Martin, Deutschmeister aimerait avoir Bourvil. Ma foi, je n'ai pas dit non.". La seconde tête d'affiche est rémunérée à hauteur de 7 millions mais Bourvil doute lui-même de cette distribution : "Moi, en vedette avec Gabin ? Vous êtes bien sûr ?". Ces fortes rémunérations obligent la production à ne pas tourner en couleurs et le film est produit en noir et blanc. Autant-Lara qui défend ses options, doit ainsi réduire son budget de plus de 50 %, pour obtenir toute liberté quant à la distribution.
Mais le 6 mars 1956 à quelques semaines du tournage et apprenant ces choix artistiques, l'auteur Marcel Aymé estime que Gabin et Bourvil ne sont pas à la hauteur de son œuvre, évoquant dans son courrier « une farce ». Il estime Gabin trop âgé et Bourvil inapte à ce contre-emploi, lui qui a déjà été choisi contre son gré dans l'adaptation de sa nouvelle Le Passe-muraille : « Bourvil pourra y aller de toutes ses bonnes ficelles dans le rôle de Martin. Il sera insignifiant ». L'auteur refuse même d'être cité au générique.
À la différence du livre, le scénario prévoit notamment les retrouvailles finales à la gare de Lyon de Martin et Grandgil, écourtées par le départ du train de Grandgil. Cette issue, qualifiée de désabusée et cynique, se démarque complètement de la nouvelle de Marcel Aymé dans laquelle Grandgil est tué par Martin, lequel incarne l'honneur du prolétariat contre le cynisme d'une bourgeoisie oisive.

### Traversée du désert pour les acteurs
Dès la fin des années 1940, Jean Gabin de retour des États-Unis avec ses cheveux gris et malgré son succès dans Touchez pas au grisbi en 1954, l'acteur n'est plus l'immense vedette qu'il a été. À la même période, Bourvil semble coincé dans des personnages caricaturaux et ses débuts au Music-hall. Et Louis de Funès, malgré ses innombrables petites apparitions dans des films sans relief, stagne lui aussi, attendant sa chance alors qu'il arrive à la quarantaine, un âge dangereux pour un acteur pas encore reconnu. Ce film est également important pour la carrière de Bourvil, dont le rôle le sort de son emploi habituel de comique primaire et qui l'établit comme un acteur majeur. Troisième rencontre cinématographique (sur cinq) entre Bourvil et Louis de Funès, ce tournage vient après celui des films Poisson d'avril (1954) et Les Hussards (1955). Ce tournage marque également la deuxième rencontre entre Gabin et de Funès, après Napoléon (1955). Ce film représente aussi pour de Funès, un second rôle marquant, dans une scène mémorable et pour un film à succès, aux côtés de deux poids lourds du cinéma de l'époque. Alors âgé de 42 ans, de Funès doit attendre l'année 1957 et 1958 avec les films Comme un cheveu sur la soupe, Ni vu, ni connu puis Taxi, Roulotte et Corrida pour bénéficier d'un rôle vedette dans un film important.

### Un tournage complexe
À partir du 7 avril et jusqu'au 7 juin 1956, le film est principalement tourné aux studios Franstudio à Saint-Maurice (Seine) pour les scènes de nuit et d’intérieur et au musée Jacquemart-André (scènes dans la Kommandantur). Des extérieurs de jour sont tournés à la sortie de la bouche de métro Saint-Marcel, rue Poliveau (au niveau du no 13 en regardant vers le haut de la rue (nos 15,17) et à la gare de Lyon, entre avril à juin 1956. Une preuve en est donnée dans le documentaire de Dominique Maillet sur le film où on voit une feuille à l'écran "rapport no 1" de tournage ou il est écrit "Extérieur métro Saint Marcel 7 avril 1956". La totalité des prises de vues doit être réalisée en 43 jours maximum, avec une multitude de lieux différents, comptant au total, 55 décors dont une majorité installée au studio de Saint Maurice. Max Douy, chef décorateur du film relate que les praticables et les éléments en trompe-l'œil portent sur seulement 33 mètres de profondeur bien que toute une partie du quartier de Paris soit reconstituée dans un espace extrêmement réduit. La scripte Geneviève Cortier souligne que seuls les décors réellement à l'image sont construits et elle révèle que les cadrages sont ainsi pratiquement imposés par le chef décorateur, lequel détermine les angles de vue et suggère même les optiques de la caméra. Pour optimiser l'éclairage, l'implantation et le coût d'installation des décors, il fait travailler des techniciens de théâtre; Douy affirme qu'ils sont maîtres de l'ambiance et qu'ils font la loi sur le tournage, les réalisateurs ne pouvant pas faire autrement.
Parmi les incidents de tournage, un épisode met en cause les chiens lors de la scène nocturne où Martin avec sa valise pleine de viande est poursuivi par une petite meute; la scène est recommencée 125 fois et un machiniste se fait mordre à la main.

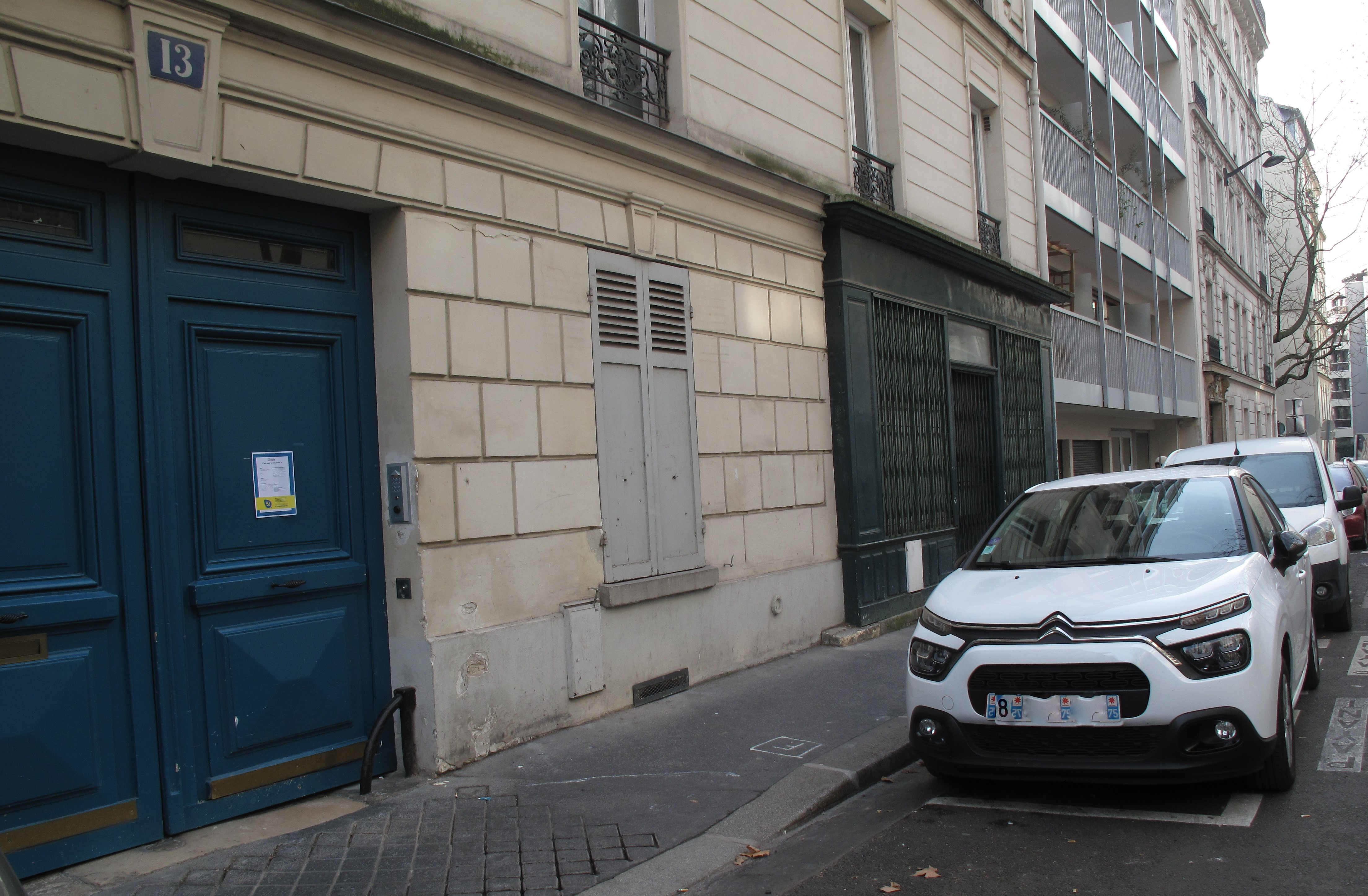
La rue Poliveau à Paris, au niveau du numéro 13.

Contrairement à ce qu'il est exprimé dans les dialogues du film, la scène de la Rue Poliveau se déroule devant le numéro 13 de la rue et non au 45. On reconnait bien encore aujourd'hui la porte cochère du 13, la devanture du commerce (désormais fermé), le repère de nivellement de l'IGN au bas du mur, le numéro 17 plus loin est aussi reconnaissable. Durant un dialogue entre Martin et Mariette on voit au fond vers le bas de la rue Poliveau un métro qui passe sur la ligne 5 (aérienne), ce qui ne serait pas visible du numéro 45 de la rue. Cette hypothèse est valable sauf si cette rue parisienne reste fidèle à l'époque de l'Occupation et exploite une numérotation rendue obsolète, notamment après destruction et reconstruction d'immeubles. Ce changement serait corroboré par le fait qu'un bombardement à proximité est bien survenu précisément dans cette zone du quartier et dont l'un des points d'impacts se situe rue Geoffroy St-Hilaire, à quelques dizaines de mètres de l'actuel 45 rue Poliveau, dans la nuit du 26 au 27 août 1944.
Le budget serré du film oblige le célèbre chef décorateur Max Douy à réaliser des quartiers entiers de Paris en studio. Les influences expressionnistes de l'artiste, déjà visibles dans de précédents films, sont manifestes dans certaines séquences de La Traversée de Paris. Le film est considéré parmi l’une des visions les plus justes et les plus saisissantes de la période de l’Occupation au cinéma. La force du traitement réside dans le traitement de l'image noir et blanc contrasté et inquiétant. Si un seul cochon apparaît dans le film, huit sont nécessaires pour mener à bien le tournage, ces animaux ne supportant pas longtemps l'intense lumière des projecteurs de l’époque car cela provoque chez eux des lésions cérébrales : chaque matin, un boucher voisin doit livrer aux Studios de Joinville, un cochon vivant qu'il abat le soir-même. La libération de Paris est illustrée à la fin du film, par un extrait du défilé du 11 novembre 1944.

### L'ordre narratif préservé
L'équipe technique et de production entend respecter le plus possible, la chronologie narrative du scénario pour organiser le tournage; la scène de la cave de Jambier avec De Funès intervient dès lors assez vite. De Funès est tellement efficace dans son interprétation que Gabin, agaçé, l'appostrophe en ces termes : Tu vas pas nous faire tes moulinettes tous les jours ?. Pour autant, après le dernier jour de tournage du 7 juin, le titre définitif à l'affiche n'est pas toujours pas arrêté et la production hésite entre "Drôles de copains", "Copains d'une nuit", "Drôle de nuit" ou encore "Blackout" mais le réalisateur parvient à imposer le titre original 
.
Au contraire, deux scènes du film sont sur la sellette; celle où Martin revient chez lui pour tenter de se réconcillier avec son épouse, que le scénariste Aurenche déteste et trouve inutile ainsi que la séquence finale à la gare de Lyon où les deux protagonistes se retrouvent fortuitement, imposée par le producteur mais qu'Autant-Lara n'apprécie pas d'autant plus qu'elle ne figure pas dans la nouvelle de Marcel Aymé.
Alors que le montage est achevé, Autant-Lara parvient à imposer de retourner quelques séquences in extremis, notamment la scène des chiens et celle se tenant dans l'atelier de l'artiste-peintre alors que le film doit être présenté au Festival de Venise trois jours plus tard, le 6 septembre.

### Dans la peau des personnages

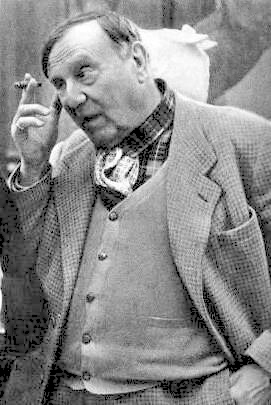
Pour Grandgil, Jean Gabin s'inspire du style vestimentaire du peintre Maurice de Vlaminck.

Jean Gabin, acteur qui apprécie l'habit faisant le moine, opte pour son personnage d'artiste, l'image d'un peintre ressemblant sensiblement au célèbre fauviste parisien Maurice de Vlaminck lequel, à la Libération, a subi les foudres de l'épuration collaborationniste, vêtu d'une veste épaisse et d'un foulard, dans le style gentleman farmer. Selon Truffaut, ce protagoniste est plutôt proche d'un mélange inspiré du peintre Gen Paul, du poète Jacques Prévert et d'autres personnages "anarchisants“ appréciés par les scénaristes et le réalisateur, une formule que le critique estime artificielle mais d'une grande force, toutefois.
Tous deux aux origines normandes et respectant le travail de la terre, la relation entre Gabin et Bourvil est fluide et directe sur le plateau comme en dehors du tournage. Selon son biographe André Brunelin, Gabin est fasciné par la préparation physique et les mouvements de gymnastiques de Bourvil avant chaque scène importante. Avec Autant-Lara, les relations sont plus tendues car Gabin n'apprécie pas que le réalisateur assis juste en dessous de la caméra, marmonne son dialogue au milieu d'une scène alors que l'acteur s'exprime ; Un jour, Gabin arrive sur le plateau avec un paravent et ordonne au réalisateur de rester derrière pour qu'il ne puisse pas le voir; dès lors et sans doute vexé, Autant-Lara va déclarer  dans différents entretiens, un certain mépris courtois et condescendant envers Gabin.

### Post-production
Procédé assez rare et coûteux, le film tourné en pellicule noir et blanc est toutefois tiré sur pellicule couleur en quelques exemplaires pour les toutes premières projections car Autant-Lara estime que la teinte légèrement bleutée - verdâtre correspond au souvenir des films projetés en salle en France durant la guerre. En 1994, le film est toutefois colorisé pour la télévision et l'édition vidéo par la société AFT-American Film Technologies, avec l'accord de Claude Autant-Lara.
Aurenche et Autant-Lara se rendent au Festival de Venise où le film est en compétition et ne manquent pas comme le relate Truffaut, de s'écharper concernant leurs divergences pour certains passages du long-métrage et le caractère supposé "anti-Français" déploré par le scénariste. Également présent, Gabin ne va pas féliciter Bourvil pour son prix d'interprétation et il disparaît rapidement à la fin de la cérémonie.

## Exploitation et accueil

### Sortie et promotion
La Traversée de Paris sort en salles le 26 octobre 1956 en France. En France dès sa sortie, le film fait l'objet lors de sa sortie d'une controverse car il brise plusieurs tabous dans sa description de l'Occupation allemande; les représentations cinématographiques antérieures à cette période, sont plus des drames héroïques, faisant apparaître la Résistance française comme presque unanimement soutenue par le public mais La Traversée de Paris innove avec un humour noir, une représentation cynique du marché noir et des collaborateurs, présentés dans ce film comme des gens ordinaires; le long-métrage s'abstenant de présenter les protagonistes comme des victimes innocentes. Les critiques ultérieures mettent en exergue que cette représentation de l'époque de l'Occupation est beaucoup plus nuancée que dans les autres œuvres classiques. Le film fait aussi écho à un épisode concernant le réalisateur Claude Autant-Lara, accusé d'avoir été un délateur durant l'Occupation, notamment par le producteur de cinéma Pierre Braunberger.
Pour le lancement du film à Paris le 26 octobre, le quotidien France Soir organise une course de porteurs de gare chargés de bagages décorés du titre du film dans certains quartiers de la capitale,. Le gagnant se voit remettre en mains propres par Gabin, un petit cochon de lait ainsi qu'un billet aller-retour SNCF en première classe Paris-Marseille et, à l'arrivée en gare Saint-Charles, Bourvil costumé en porteur, lui délivre un chèque de 50 000 francs. Au fil des ressorties, progressivement, Louis de Funès est de plus en plus mis en avant sur les affiches successives.

### Accueil critique
La Traversée de Paris reçoit des critiques globalement favorables à sa sortie, alors qu'Autant-Lara n'avait pas été épargné pour ses précédents longs-métrages. Guy Jacob dans la revue Positif souligne l'humanité du film signé Autant-Lara, à l'opposé de la nouvelle de Marcel Aymé qu'il estime froide,. Max Favalelli de Paris-Presse parle d'« un film plein d’humour et dont le ton n'est un peu forcé que dans une seule scène, celle du café et de l'apostrophe aux pauvres… », il juge le long-métrage « bien mis en scène, magistralement interprété, qui ne comporte nul message et ne donne pas lieu à des débats d'ordre esthétique ! ». De son côté, Jacques Doniol-Valcroze des Cahiers du cinéma, évoque Franz Kafka et la poésie lunaire de la mise en scène et de l'ambiance portée par le film,. Pour Georges Sadoul dans Les Lettres françaises, l'aspect Libertaire et anarchiste des personnages censés aller au bout de leur démarche extrémiste, les amène jusqu'à collaborer et se compromettre avec l'envahisseur, une dérive dépeinte par sa mise en scène au regard « rageur et méchant, douloureux et attendri », sans oublier de mettre en évidence que cette leçon est valable pour 1943 et tout autant, pour 1956,.

Pour sa part, le critique François Truffaut revient sur sa position initiale et admet dans la revue Arts combien « c'est une réussite totale » en énumérant les qualités du scénario, sa mise en scène et sa réalisation et d'écrire : 

« J'admire, sans réelle réserve, La Traversée de Paris. Je pense que c'est une réussite totale car Autant-Lara a enfin trouvé le sujet qu'il attendait — une intrigue faite à son image, une histoire que sa truculence, sa tendance à l'exagération, la rudesse, la vulgarité et l'outrage, loin de mal servir, élève au rang d'épopée…... Une verve proche de celle de Céline et une férocité insistante dominent le film, mais il est sauvé de la mesquinerie par quelques notes émotionnelles qui nous submergent, en particulier celles des scènes finales. »

Le point final critique revient à l'auteur de la nouvelle, Marcel Aymé. L'écrivain regrette de n'avoir pas pu voir Autant-Lara lors de la présentation du film et combien il confesse son erreur concernant la performance d'acteur de Bourvil tout en saluant la qualité d'adaptation cinématographique obtenue par le réalisateur. Il déclare : « C'est vraiment la toute première fois qu'on ait fait au cinéma quelque chose tiré d'un de mes livres qui soit non seulement bien, mais d'une très grande qualité. Et dans ce cas particulier, ce n'était pas facile ».

### Box-office
L'exploitation en salles de La Traversée de Paris débute avec 43 216 entrées en première semaine à Paris. Le long-métrage engrange finalement 1 198 306 entrées dans la capitale.
En province, le film confirme son succès avec 3 694 874 entrées supplémentaires, portant le total à 4 893 174 entrées sur l'ensemble du territoire français, soit une rentabilité de 62 % par rapport à son coût de production (estimé aujourd'hui à 1,5 million d'euros).
Au fil des multiples nouvelles projections entre 1956 puis dans la décennie 1960, le film attire plus de 4,8 millions de spectateurs.

## Distinctions
Sauf indication contraire, les informations mentionnées dans cette section peuvent être confirmées par la base de données cinématographiques IMDb,  présente dans la section « Liens externes ».

### Récompenses
- Mostra de Venise 1956 : Coupe Volpi de la meilleure interprétation masculine pour Bourvil[17]
- Syndicat français de la critique du cinéma 1958 : prix Méliès du meilleur film français, ex æquo avec Un condamné à mort s'est échappé de Robert Bresson[40]

### Nominations
- Mostra de Venise 1956 : Lion d'or pour Claude Autant-Lara
- BAFTA Awards 1958 : meilleur acteur étranger pour Jean Gabin[41]

### Sélections
- My French Film Festival 2012 : longs métrages hors compétition pour Claude Autant-Lara

## Éditions en vidéo
En France, le film La Traversée de Paris est sorti en DVD le 9 septembre 2009, avec une ressortie le 4 juin 2014. Une version Blu-ray est sortie le 2 novembre 2010. Le film est également sorti en VOD le 29 janvier 2017.

## Autour du film
- Dans le film, Grandgil et Martin doivent faire six kilomètres (huit selon Grandgil) de la rue Poliveau à la rue Lepic via le quai Saint-Bernard, le pont de Sully, la rue de Turenne, la rue Montmartre et la rue Saint-Georges.
- Le poème en allemand que Grandgil récite à Martin, afin d'échapper à un contrôle de police, est un passage de Mir träumt': ich bin der liebe Gott d'Heinrich Heine[45].
- Dans la nouvelle de Marcel Aymé, l'intrigue se termine au poste de police après que Martin a tué Grandgil chez lui.